# Berlin Thunder
Berlin Thunder var en tysk amerikansk fotbollsklubb i Berlin som 1999–2007 var medlem av NFL Europe. Berlin Thunder tog över efter London Monarchs i den europeiska varianten av NFL.
Berlin Thunder spelade sina hemmamatcher på Berlins Olympiastadion efter 2003. Innan dess spelade man på Friedrich-Ludwig-Jahn-Sportpark.

## Titlar
- World Bowl-segrare 2001, 2002, 2004